# Makenis
Makenis (armenisch Մաքենիս Mak’enis, auch bekannt als Qizilveng oder Maqenis) ist ein Dorf in der Provinz Gegharkunik, Armenien.

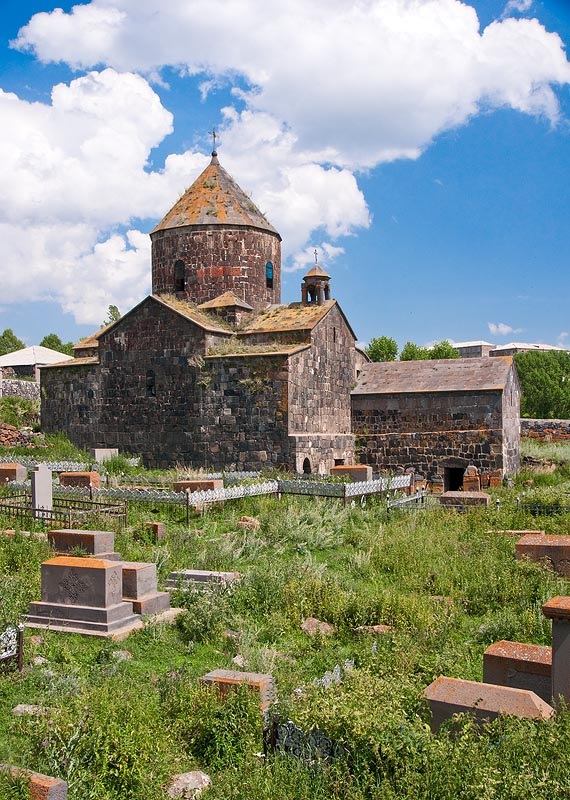
Makenjaz Wank

Das Kloster Makenjaz in der ehemaligen Stadt war ein wichtiges Kultur- und Bildungszentrum aus den mittelalterlichen Gegharkunik, mit Strukturen aus dem 9. Jahrhundert bis in das 13. Jahrhundert.